# EMD MP15DC
Az EMD MP15, vagy későbbi nevén MP15DC 1500 hp (1119 kW) névleges teljesítményű dízel-elektromos tolatómozdony-sorozat, melyet 1974 és 1980 között gyártott a General Motors Electro-Motive Division, összesen 351 példányban. A mozdonyt az EMD 12-645E Roots-fúvókás motorral szerelték. A mozdony hossza a gyártás idejétől függően 47 ft 8 in (14,53 m) vagy 48 ft 8 in (14,83 m).
A korai MP15-egységek és az SW1500 külső megjelenésük és a rendeltetésszerű alkalmazási területük tekintetében hasonlóak. A két mozdony közötti legfőbb különbség az MP15 alapfelszereltségébe tartozó Blomberg B forgóvázak.
A mozdonyból MP15AC (1975–1984) és MP15T (1984–1987) típusjelöléssel váltóáramú, illetve turbófeltöltős verziókat is gyártottak.

## Fejlesztés
Az SW1500 megjelenéséig a hosszúságuk miatt a tolatómozdonyok a  96 in (2438 mm) tengelytávú AAR A-típusú tolatómozdony- vagy Felxicoil könnyűsúlyú forgóvázak használatára kényszerültek. 1973-ban 60 különleges, csak Mexikóba szánt SW1504-et kissé hosszabb vázra építettek, lehetővé téve az EMD szabványos, 108 in (2743 mm) tengelytávú Blomberg B forgóvázak használatát. Az EMD szemében ez az új mozdonyt inkább vonali tolatómozdonnyá, sem mint hagyományos tolatómozdonnyá tette, mivel a mozdony akár 60 mph (97 km/h) vonali sebességre is képes. Ezért az új sorozat nem az SW (switcher, tolatómozdony), hanem az MP (multi-purpose, többfunkciós) típusjelölést kapta, az MP15DC jelölés teljes jelentése tehát „többfunkciós mozdony, 1500 lóerő, váltóáramú generátor”. Eredetileg a mozdony neve egyszerűen MP15 volt; az alternátoros-egyenirányítós MP15AC 1975-ös megjelenése megváltoztatta a nevet.
Az MP15 sikere miatt igény mutatkozott egy fejlett váltóáramú meghajtórendszerrel rendelkező modellre. Az MP15AC az MP15DC egyenáramú generátorát egy alternátorral váltotta fel, amely váltakozó áramot termel, amelyet a vontatómotorok számára egy szilícium egyenirányító segítségével egyenárammá alakítanak.
Az MP15AC könnyen megkülönböztethető az egyenáramú modellektől. Az összes korábbi EMD-tolatómozdonynál használt, elöl elhelyezett hűtőszívó és szíjhajtású ventilátor helyett ezeknél a tolatómozdonyoknál a hűtőszívó az orr alsó, elülső oldalán található, és elektromos ventilátorok vannak. Az oldalsó szívónyílások lehetővé tették, hogy az egység hűvösebb levegőt szívjon be, és az elektromos ventilátorok javítottak a korábbi váltóáramos gépeknél tapasztalt komoly megbízhatósági problémán.

## Motor
Az MP15 a 645E sorozatú motor 12 hengeres változatát használja, amely 1500 lóerőt fejleszt 904±4 fordulat/perc fordulatszámon. Az SW1500-ban bevezetett motor kétütemű, 45 fokos V-típusú, 9 1⁄16 hüvelykes furat × 10 hüvelykes löket, ami hengerenként 645 köbcentiméteres lökettérfogatot eredményezett.:0–1, 7B-SSS-1 Az 1966-ban bevezetett 645-ös sorozat volt az EMD standard motorja az 1980-as évekig.:26

## Eredeti tulajdonosok
| Vasúttársaság                                     | Darabszám | Pályaszám                         | Megjegyzések |
| ------------------------------------------------- | --------- | --------------------------------- | --- |
| Alcoa                                             | 1         | 7                                 | |
| Alton and Southern Railway                        | 1         | 1522                              | |
| Altos Hornos de México                            | 5         | 146–148, 159, 166                 | |
| American Cyanamid                                 | 2         | 18, 19                            | |
| Arizona Public Service                            | 1         | 2                                 | |
| Bauxite and Northern Railway                      | 2         | 15, 16                            | |
| BC Hydro                                          | 3         | 151–153                           | |
| Belt Railway of Chicago                           | 4         | 533–536                           | |
| Birmingham Southern Railroad                      | 2         | 260, 261                          | |
| Cambria and Indiana Railroad                      | 2         | 19, 20                            | |
| Chicago and Northwestern                          | 15        | 1302–1316                         | |
| Cities Service                                    | 1         | 109                               | |
| Conn. Davison Chemical Division                   | 4         | 121, 122, 131, 132                | |
| Genesee and Wyoming Railroad                      | 2         | 45, 46                            | |
| Georgetown Railroad                               | 2         | 1011, 1012                        | |
| Graysonia, Nashville & Ashdown Railroad           | 1         | 80                                | |
| Gulf Oil                                          | 1         | 101                               | |
| Houston Belt & Terminal Railroad                  | 5         | 60–64                             | |
| Industrial Minera México                          | 2         | 383, ?                            | |
| Kansas City Southern Railway                      | 4         | 4363–4366                         | |
| Kelly’s Creek and Northwestern Railroad           | 2         | 1, 2                              | |
| Lake Erie, Franklin and Clarion Railroad          | 4         | 25–28                             | |
| Louisville and Nashville Railroad                 | 10        | 5030–5039                         | |
| Manufacturers Railway                             | 3         | 251, 252, 254                     | |
| Metropolitan Sanitary District of Greater Chicago | 1         | 4                                 | |
| Missouri Pacific Railroad                         | 62        | 1530–1554, 1356–1392              | A 1530 volt az első legyártott MP15 |
| North Louisiana and Gulf Railroad                 | 4         | 42–45                             | |
| Pittsburgh and Lake Erie Railroad                 | 25        | 1574–1598                         | |
| Point Comfort and Northern Railway                | 5         | 11–15                             | |
| Quebec Iron and Titanium                          | 2         | 9, 10                             | |
| Reading Company                                   | 10        | 2771–2780                         | Felújított ALCO RS-3-forgóvázszerkezetekkel, beleértve a General Electric 752 vontatómotorokkal szerelték. A Conrailhez kerültek 9621–9630 pályaszámon |
| Rockdale, Sandow and Southern Railroad            | 3         | 13–15                             | |
| Southern Pacific Railroad                         | 12        | 2690–2701                         | |
| Southern Railway                                  | 88        | 2348–2435                         | |
| St. Louis–San Francisco Railway                   | 5         | 361–365                           | A Burlington Northern Railroadhoz kerültek 4000–4004 pályaszámon, később az 1000–1004 számot kapták                                                    |
| St. Mary’s Railroad                               | 2         | 504, 505                          | |
| Swift Chemical Company                            | 1         | 1976                              | |
| Tennessee Eastman                                 | 1         | 2                                 | |
| Terminal Railway Alabama State Docks              | 7         | 761, 771, 772, 801, 802, 821, 822 | |
| Texas and Northern Railway                        | 2         | 998, 999                          | |
| Texas City Terminal Railway                       | 3         | 35–37                             | A Missouri Pacific utolsó MP15DC-rendeléséhez legyártott mozdonyok, melyek a Missouri Pacific festését és feliratait kapták                            |
| Union Railroad                                    | 24        | 10–33                             | |
| U.S. Steel                                        | 15        | 170, 955–968                      | |

## Fordítás
- Ez a szócikk részben vagy egészben  az   EMD MP15DC című angol Wikipédia-szócikk ezen változatának fordításán alapul.  Az eredeti cikk szerkesztőit annak laptörténete sorolja fel. Ez a jelzés csupán a megfogalmazás eredetét és a szerzői jogokat jelzi, nem szolgál a cikkben szereplő információk forrásmegjelöléseként.